# Snaye
 (décembre 2016).
Si vous disposez d'ouvrages ou d'articles de référence ou si vous connaissez des sites web de qualité traitant du thème abordé ici, merci de compléter l'article en donnant les références utiles à sa vérifiabilité et en les liant à la section « Notes et références ».
La Snaye (ou ruisseau de Snaye) est un ruisseau de Belgique coulant en province de Namur. Il se jette dans la Wimbe sur la commune de Pondrôme (entité de Beauraing). Il est classé en catégorie 2 à l'Atlas des CENN (Cours d'eau non navigables).